# Говард, Чарльз, 20-й граф Саффолк
Чарльз «Джек» Генри Джордж Говард, 20-й граф Саффолк, 13-й граф Беркшир  (англ. Charles "Jack" Henry George Howard, 20th Earl of Suffolk, 13th Earl of Berkshire; 2 марта 1906 — 12 мая 1941) — английский пэр и эксперт по обезвреживанию бомб. Он носил титул учтивости — виконт Андовер  с 1906 по 1917 год.
Он наиболее известен тем, что спас команду французских учёных-атомщиков и перевез весь мировой запас тяжёлой воды из Франции в Великобританию перед лицом неизбежного поражения Франции в 1940 году. Он был известен под прозвищами Безумный Джек и Дикий Джек , и хотя в аристократических кругах его обычно называли Саффолком, в обыденном мире он был более известен как Джек Говард  (или более официально Чарльз Говард).

## Происхождение и образование
Родился 2 марта 1906 года. Старший сын Генри Говарда, 19-го графа Саффолка (1877—1917), и его жены-американки, Маргарет Хайд Лейтер (1879—1968), сестры леди Керзон и дочери американского бизнесмена Леви Лейтера . 19-й граф Саффолк был убит в Первой мировой войне в битве при Истабулате.
21 апреля 1917 года после гибели своего отца 11-летний Чарльз Говард унаследовал титулы 20-го графа Саффолка, 13-го графа Беркшира, 13-го виконта Андовера в графстве Саутгемптон и 13-го барона Говарда из Чарльтона в графстве Уилтшир.
После ухода из Королевского военно-морского колледжа в Осборне в возрасте 15 лет Чарльз Говард поступил в колледж Рэдли, но в 1923 году бросил учебу, чтобы поступить на службу в торговый флот на паруснике Mount Stewart в качестве ученика офицера. После возвращения из кругосветного плавания он был зачислен в шотландскую гвардию, но позже его начальство попросило его уйти в отставку из-за его «диких поступков». В 1926 году он прибыл в Австралию, где стал владельцем большой фермы совместно с капитаном МакКолмом, который был капитаном Маунт-Стюарт.
Лорд Саффолк поступил в Эдинбургский университет, который окончил три года спустя с отличием по химии и фармакологии. В 20 лет он был избран членом Королевского Эдинбургского общества. Наффилдский институт медицинских исследований Оксфордского университета предложил ему исследовательскую должность в области «взрывчатых веществ и ядов».

## Карьера
В качестве офицера связи Британского департамента научных и промышленных исследований во время Второй мировой войны лорд Саффолк и его коллега майор А. В. Голдинг (1902—1992) были направлены в Париж. Они и их личные секретари, Эйлин Берил Морден (Саффолк) и Маргерит Николь (Голдинг), покинули Париж 10 июня 1940 года из-за надвигающегося падения Франции.
Оттуда они направились в Бордо, где представители британского посольства познакомили их с капитаном британского судна Брумпарк, которое было одним из многих, стоявших наготове, чтобы доставить беженцев в безопасное место. Они погрузили на борт 33 известных ученых с их семьями. Еще двое ученых, Лев Коварский и Ганс фон Хальбан, прибыли с тяжелой водой.
Затем к ним присоединился управляющий директор Antwerp Diamond Bank Пол Тимбал с драгоценными камнями на сумму 10 миллионов долларов. Они обнаружили 600 тонн станков в вагонах на причале, которые также были загружены.
Брумпарк благополучно доставил их в Фалмут, откуда специальный поезд доставил пассажиров и груз в Лондон. Алмазы были помещены в хранилища Diamond Corporation, а большая часть тяжелой воды была отправлена в Виндзорский замок, где она хранилась вместе с королевскими драгоценностями, пока не понадобится.
Подход графа Саффолка к своим миссиям принес ему прозвище «Безумный Джек» или «Дикий Джек». Герберт Моррисон, министр снабжения, позже описал его как «одного из самых замечательных молодых людей, нанятых правительством для выполнения опасных миссий». Моррисон сказал Палате общин, когда она находилась на секретном заседании, что «благополучное прибытие этого корабля оказало значительную услугу делу союзников».

## Обезвреживание бомб и смерть
После возвращения из Франции лорд Саффолк работал в Министерстве снабжения в качестве научного сотрудника, изучающего, как обезвреживать бомбы новых и неизвестных типов. Он служил в составе отряда по обезвреживанию неразорвавшихся бомб в Лондоне во время Блица. Отряд состоял из него самого, его секретарши Эйлин Морден и его шофера Фреда Хардса. Они называли себя «Святой Троицей» и прославились своей доблестью в обнаружении и успешном обезвреживании 34 неразорвавшихся бомб с «вежливой и улыбчивой эффективностью». Морден стояла рядом с ним и делала заметки, пока лорд Саффолк работал над обезвреживанием бомб.
35-я бомба взорвалась на болотах Эрит в Кенте 12 мая 1941 года, убив всех троих. Бомба, 250-килограммовое (550 фунтов) оружие, находилась на одном из так называемых «кладбищ бомб», на открытой местности на болотах. Бомбы были перевезены сюда после того, как их временно обезопасили для транспортировки, а затем уничтожили с помощью контролируемых взрывов.
Бомба была сброшена примерно шестью месяцами ранее, прошлой осенью, и после удаления и переноса в болота находилась в Эрите так долго, что саперы называли её «Старый верный». Она содержала два взрывателя, тип (17) и тип (50); эти два типа были в дефиците для отделений по обезвреживанию бомб, неповрежденные взрыватели требовались для учебных целей, и именно для извлечения взрывателей лорд Саффолк имел дело с бомбой. Тип (17) был взрывателем замедленного действия, содержащим часовой механизм, в то время как тип (50) был устройством, препятствующим извлечению, содержащим датчик движения.
Немцы добавили к некоторым бомбам мину-ловушку Zus 40, которая детонировала, когда Type (17) был извлечен. Zus 40 находился под другим взрывателем и поэтому не был виден, пока очевидный взрыватель не был частично извлечен из его кармана. В обеденное время 12 мая лорд Саффолк позвонил в свой офис, чтобы сказать, что Type (17) тикает и что он послал за стопором часов Mk II KIM. К 14:45 он был установлен вместе со стетоскопом, и велась подготовка к стерилизации бомбы паром. Когда два сапера собирались принести воду для парохода, бомба взорвалась. Взрыв убил 14 человек: Саффолка, Хардса, Морден (которая умерла в машине скорой помощи) и еще одиннадцать человек, которые были поблизости, включая пять саперов, которые работали с Саффолком над бомбой. Позже было высказано предположение, что Zus 40 мог сработать, когда лорд Саффолк его вынимал.

## Личная жизнь
7 марта 1934 года лорд Саффолк женился на английской актрисе и балерине из Чикаго Минни Мейбл «Мими» Форд Пиготт (21 декабря 1897 — 22 февраля 1966), дочери Альфреда Джорджа Форд-Пиготт. У супругов было трое детей:
- Майкл Говард, 21-й граф Саффолк (27 марта 1935 — 9 августа 2022)[18], старший сын и преемник отца.
- Достопочтенный Морис Дэвид Генри Говард (3 ноября 1936 — 22 ноября 2018), в 1978 году он женился на Вики Саммерс, от брака с которой у него было была одна дочь[18]
- Достопочтенный Патрик Гревилл Говард (род. 18 августа 1940), в 1966 году он женился на Мэри Элизабет Ройден Джонсон, от брака с которой у него было четверо сыновей[18].

## Почести и память
18 июля 1941 года London Gazette сообщила, что король Георг VI наградил лорда Саффолка посмертно Георгиевским крестом «за выдающуюся храбрость, проявленную при обезвреживании бомб».
В 1973 году BBC сняла телесериал о жизни лорда Саффолка. Рональд Пикап сыграл главную роль в «Противнике дракона». Лорд Саффолк — персонаж в романе Майкла Ондатже «Английский пациент».